# 프레스비터
프레스비터(presbyter, /ˈprɛzbˈtər/)는 기독교 성직자를 가리키는 경칭이다. 이 단어는 장로 또는 연장자를 의미하는 그리스어 프레스비테로스(presbyteros)에서 유래했지만, 고대 기독교의 많은 사람들은 프레스비테로스를 감독자 역할을 하는 주교를 지칭하는 것으로 이해했다. '프레스비터'라는 단어는 신약성경에서 유대인 지도자와 "장로들의 전통", 그리고 초기 기독교 공동체의 지도자들을 지칭하면서 여러 번 사용되었다.
현대 가톨릭, 정교회, 성공회에서는 프레스비터(presbyter)를 주교(bishop)와 구별하며, 영어에서는 사제(priest)와 동의어를 사용한다. 예를 들어, 감리교와 같은 다른 개신교 용어에서 프레스비터는 사제라고 불리는 독특한 신권의 구성원을 지칭하는 것이 아니라 오히려 목사 또는 장로 (기독교)를 지칭한다.

## 같이 보기
- 사제왕 요한